# Lazac (Kraljevo)
Lazac (cirill betűkkel Лазац), település Szerbiában, a Raškai körzet Kraljevoi községében.

## Népesség
- 1948-ban 1 492 lakosa volt.
- 1953-ban 1 528 lakosa volt.
- 1961-ben 1 478 lakosa volt.
- 1971-ben 1 349 lakosa volt.
- 1981-ben 1 225 lakosa volt.
- 1991-ben 1 069 lakosa volt.
- 2002-ben 865 lakosa volt,[1] akik közül 855 szerb (98,84%), 3 horvát, 1 bolgár, 1 bosnyák, 1 macedón, 1 montenegrói, 1 német, 1 ismeretlen.[2]